# St. Simons
St. Simons o St. Simons Island è un census-designated place (CDP) degli Stati Uniti d'America, situato nello stato della Georgia, nella contea di Glynn.